# Битка за Кусоње
Битка за Кусоње је био дводневни сукоб који се одиграо у селу Кусоње близу Пакраца 8. и 9. септембра 1991. године, током рата у Хрватској. Битка је започела када је вод Хрватске народне гарде (ЗНГ) нападнут од стране ТО Крајину док је вршила извиђачку патролу. ЗНГ је распоредила појачање да извуку вод из заседе, али није успела да до њих стигне. Преживели чланови вода су издржавали док им није понестало муниције и предали су се, само да би их они који су их отмичари убили и сахранили у масовној гробници.
Судбина извиђачког вода није била позната хрватским властима месецима, што је додало уље већ нестабилној атмосфери у граду Бјеловару, где је јединица из заседе првобитно била стационирана. Ова тензија је избила недељу дана касније блокадом и заробљавањем Југословенске народне армије (ЈНА) касарна у Бјеловару.
Током комеморације одржане две године касније, експлодирала је мина, усмртивши три особе и ранивши неколико. Хрватске власти су прогласиле инцидент терористичким нападом, што је допринело одлуци хрватске владе да следећег дана покрене операцију „Медачки џеп“.

## Позадина
Године 1990, етничке тензије између Срба и Хрвата су се погоршале након изборног пораза владе Социјалистичке Републике Хрватске од Хрватске демократске заједнице (ХДЗ). Југословенска народна армија (ЈНА) одузела Територијалну одбрану Хрватске (ТОХ) оружје како би се минимизирао отпор. Дана 17. августа, тензије су ескалирале у отворену побуну хрватских Срба, усредсређену на претежно српски насељена подручја далматинског залеђа око Книна (приближно 60 километара североисточно од Сплита), делове Лике, Кордуна, Бановине и источне Хрватске. У јануару 1991. године, Србија, уз подршку Црне Горе и српских покрајина Војводине и Косова, безуспешно је покушала да добије одобрење југословенског Председништва за операцију ЈНА ради разоружавања хрватских снага безбедности. Захтев је одбијен, а бескрвни окршај између српских побуњеника и хрватске специјалне полиције у марту подстакао је саму ЈНА да затражи од Савезног Председништва да јој да ратна овлашћења и прогласи ванредно стање. Иако је захтев подржала Србија и њени савезници, захтев ЈНА је одбијен 15. марта. Српски председник Слободан Милошевић, преферирајући кампању за проширење Србије него за очување Југославије са Хрватском као федералном јединицом, јавно је запретио да ће ЈНА заменити српском војском и изјавио да више не признаје ауторитет савезног Председништва. Претња је навела ЈНА да одустане од планова за очување Југославије у корист проширења Србије, јер је ЈНА дошла под Милошевићеву контролу. До краја марта, сукоб је ескалирао првим жртвама. Почетком априла, вође српске побуне у Хрватској изјавиле су своју намеру да споје подручја под својом контролом са Србијом. Влада Хрватске их је сматрала сепаратистичким регионима.
Почетком 1991. године, Хрватска није имала редовну војску. Да би ојачала своју одбрану, Хрватска је удвостручила број полицајаца на око 20.000. Најефикаснији део хрватских полицијских снага била је специјална полиција од 3.000 људи, коју је чинило дванаест батаљона организованих по војном принципу. Такође је било 9.000–10.000 регионално организованих резервних полицајаца у 16 батаљона и 10 чета, али им је недостајало оружје. Као одговор на погоршање ситуације, хрватска влада је основала Хрватску народну гарду (ЗНГ) у мају проширењем батаљона специјалне полиције у четири потпуно професионалне гардијске бригаде. Под контролом Министарства одбране и под командом пензионисаног генерала ЈНА Мартина Шпегеља, четири гардијске бригаде су бројале приближно 8.000 војника. Резервни састав полиције, такође проширен на 40.000, припојен је ЗНГ и реорганизован у 19 бригада и 14 самосталних батаљона. Гардијске бригаде су биле једине јединице ЗНГ које су биле потпуно опремљене лаким наоружањем ; широм ЗНГ је недостајало теже наоружање и постојала је лоша структура командовања и контроле изнад нивоа бригаде. Несташица тешког наоружања била је толико озбиљна да је ЗНГ прибегла коришћењу оружја из Другог светског рата узетог из музеја и филмских студија. У то време, хрватски фонд оружја састојао се од 30.000 комада лаког наоружања купљеног у иностранству и 15.000 комада које је раније било у власништву полиције. Да би се заменио губитак људства у гардијским бригадама, формирана је нова специјална полиција од 10.000 људи.

## Увод
Након првог окршаја у Пакрацу у марту, претежно српско насељено подручје источно од града, које се простире на путу Пакрац–Бучје–Пожега, остало је углавном ван контроле хрватских власти. Почетком јула, устанак се проширио на цело подручје између градова Пакраца и Пожеге и северно до северних падина Папука и Билогоре. Овај развој догађаја претио је да онемогући хрватску употребу пута Вараждин–Осијек, јер се налазио у домету артиљерије хрватских Срба у близини Слатине . Након што су српски побуњеници прогласили Српску аутономну област Западна Славонија (САО Западна Славонија) и проширили територију под својом контролом како би укључили град Окучане, најзначајнија транспортна рута између Загреба и Славоније — аутопут Загреб–Београд између Новске и Нове Градишке, била је прекинута. САО Западна Славонија није обухватала већа насеља. Да би се отклонио овај недостатак, снаге ТО Крајине покренуле су офанзиву рано 19. августа. Циљеви офанзиве били су заузимање градова Грубишно Поље, Дарувар, Пакрац и Липик, и консолидација територије САО Западна Славонија. Офанзива је пропала након доласка хрватских појачања из Загреба и Бјеловара, али је линија контроле остала у непосредној близини четири града.

## Битка
ЗНГ је 2. септембра распоредила чету А, 1. батаљона, 105. пешадијске бригаде у Пакрац како би појачала полицијску одбрану у том подручју. Насиље у западној Славонији поново се распламсало 3. и 4. септембра, када су снаге ТО Крајине напале села Четековац, Чојлуг и Балинци јужно од Слатине, убивши два полицајца и 21 цивила.
Дана 8. септембра, извиђачки вод извиђачки вод чете А добио је задатак да користи камион са топовима и извиђа подручје око села Кусоње. Вод није наишао на отпор пре него што је стигао до села, где су га из заседе напале трупе ТО Крајине. Камион са топовима вода је онеспособљен, а припадници ЗНГ су га напустили и склонили се у оближњу кућу.
Када је сазнао за заседу, ЗНГ је распоредио снаге да извуку извиђачки вод. Снаге за помоћ састојале су се од остатка чете А, уз подршку специјалне полицијске јединице „Омега“, резервне полиције и појачања ЗНГ из Вировитице. Појачања нису могла да дођу до угроженог извиђачког вода, коме је понестајало муниције. Застој је трајао до јутра 9. септембра, када су снаге хрватских Срба употребиле експлозив да би срушиле део куће у којој се извиђачки вод склонио. Једанаест припадника извиђачког вода је убијено током борби, а преосталих седам је остало без муниције. Предали су се снагама ТО Крајине које су опколиле кућу, а затим су их мучили и убили њихови отмичари. Тела жртава показивала су знаке тешког мучења и сакаћења, укључујући трагове кастрације и тела са одсеченим ушима, носевима и прстима.

## Последице
Како су снаге које су послате да појачају и извуку извиђачки вод претрпеле додатне жртве, укупни хрватски губици у борбама и непосредним последицама износили су 20 погинулих. Судбина извиђачког вода није била одмах позната хрватским властима или рођацима војника месецима, што је додало уље већ нестабилној атмосфери у граду Бјеловару, где је 105. бригада првобитно била стационирана. Ова тензија је избила недељу дана касније, блокадом и заузимањем касарне ЈНА у Бјеловару. ЈНА је негирала да има било каква сазнања о судбини хрватских војника. Детаљи о њиховој смрти постали су познати у децембру 1991. године. Хрватске снаге су повратиле Кусоње 30. децембра у операцији Папук-91, а њихова тела су ексхумирана у јануару 1992. године. Заједно са војницима, тела 23 цивила су такође ексхумирана из масовне гробнице у селу Раков Поток. Војници су поново сахрањени у Бјеловару 5. фебруара 1992. Према обавештајним извештајима ЈНА, током периода од ексхумације до поновног сахрањивања, 32 куће у власништву Срба у Бјеловару су срушене у знак одмазде за убиства.
Подручје је демилитаризовано након доласка Заштитних снага Уједињених нација (УНПРОФОР) ради спровођења Венсовог плана и прекида ватре како би се стабилизовала подручја погођена борбама док се не постигне политичко решење. Подручје поред пута Пакрац–Пожега, посебно око Кусоња, остало је небезбедно. Било је бројних напада дуж пута, што је резултирало смртним случајевима и повредама. Међу њима је био и напад на хрватску полицијску патролу 5. августа 1993. године, у којем су погинула четири полицајца, а још четири рањена. У септембру 1993. године, хрватске власти су поставиле спомен-плочу на месту заседе из 1991. године и планирале церемонију полагања венаца поводом друге годишњице догађаја. У 10:20 часова 8. септембра, док је церемонија била у току, на том месту је експлодирала мина, усмртивши три и ранивши једанаест људи. Међу рањенима је био и један аргентински припадник УНПРОФОР-а.  Погинули су били припадници 105. бригаде ЗНГ. Инцидент, који су хрватске власти описале као терористички чин, уследио је након низа артиљеријских бомбардовања и саботажа због којих је хрватска влада изгубила стрпљење са ситуацијом. То је допринело покретању операције Медачки џеп следећег дана.
Хрватске власти су кривично гониле четири особе у вези са убиством ратних заробљеника 1991. године и осудиле их на казне затвора од 15 до 20 година. Још једна особа је суђена и осуђена у вези са бомбардовањем 1993. године и осуђена на 20 година затвора. Године 1998, у Кусоњама је на иницијативу родитеља војника који су тамо погинули изграђена Капела Маријиног рођења, а на капели је постављена спомен-плоча са именима 23 погинула. Догађаји из 1991. и 1993. године се сваке године обележавају у Кусоњама, уз присуство цивилних и војних представника. Године 2014, објављен је играни филм под називом „Број 55“, заснован на догађајима из 1991. године у Кусоњама. Наслов филма се односи на број куће у којој су се припадници ЗНГ склонили 8. и 9. септембра 1991. године.